# هورنی لهوتا (ناحیه زلین)
هورنی لهوتا (ناحیه زلین) (به چکی: Horní Lhota) یک منطقهٔ مسکونی در جمهوری چک است که در ناحیه زلین واقع شده‌است. هورنی لهوتا ۱۲٫۶۵ کیلومتر مربع مساحت و ۵۴۶ نفر جمعیت دارد و ۳۴۰ متر بالاتر از سطح دریا واقع شده‌است.